# 볼슈틴군

비엘코폴스카주 지도에 표시된 볼슈틴군의 위치

볼슈틴군(폴란드어: powiat wągrowiecki)은 폴란드 비엘코폴스카주에 위치한 군으로 군청 소재지는 볼슈틴이며 면적은 680.03km2, 인구는 54,718명(2006년 기준), 인구 밀도는 80명/km2이다.
북쪽으로는 노비토미실군, 북동쪽으로는 그로지스크군, 동쪽으로는 코시치안군, 남동쪽으로는 레슈노군, 남쪽으로는 루부시주 프스호바군, 남서쪽으로는 루부시주 노바술군, 서쪽으로는 루부시주 지엘로나구라군과 접한다. 3개 지방 자치체(1개 도시형 농촌, 2개 농촌)를 관할한다.

군 문장